# Jerzy Tabeau
Jerzy Tabeau, pseudonim Jerzy Wesołowski (ur. 18 grudnia 1918 w Zabłotowie, zm. 11 maja 2002) – polski lekarz, kardiolog, docent nauk medycznych, więzień Auschwitz-Birkenau, który uciekł z obozu 19 listopada 1943.

## Życiorys
Został przywieziony do Auschwitz 26 marca 1942 z gestapowskiego więzienia Montelupich w Krakowie. W obozie został zarejestrowany pod numerem 27273, figurował w dokumentach jako Jerzy Wesołowski. Tym nazwiskiem posługiwał się jeszcze przed aresztowaniem, kiedy działał w konspiracyjnej organizacji Związek Walki Zbrojnej w Krakowie, zajmując się kolportażem podziemnej prasy. Przebywał w obozie macierzystym. Pracował początkowo przy rozbiórce budynków po wysiedlonych Polakach, następnie przy kopaniu kanałów, potem w betoniarni.
Wkrótce zachorował na zapalenie płuc i opłucnej i został umieszczony w szpitalu obozowym. Po wyzdrowieniu wszedł w skład personelu szpitalnego. Otrzymał funkcję pielęgniarza. W lecie 1942 roku zapadł na tyfus plamisty. Został wtedy wpisany na listę chorych, przeznaczonych do uśmiercenia w komorze gazowej. Jednak dzięki sprytowi i odwadze współwięźniów, udało mu się uniknąć niechybnej śmierci.
19 listopada 1943 roku w towarzystwie więźnia Romana Cieliczki uciekli z obozu, przecinając druty ogrodzenia. Po długiej tułaczce dotarli do Goczałkowic. Tam zostali ciepło przyjęci przez Polaków. Później wyjechali do Zakopanego i zamieszkali u znajomych Cieliczki. Tabeau wyjechał pociągiem towarowym do Krakowa, natomiast Cieliczko wstąpił do oddziału partyzanckiego. Zginął w czasie jednej z akcji sabotażowych. Tabeau skontaktował się z Teresą Lasocką-Estreicher, później przyłączył się do krakowskiej konspiracji PPS. Jeszcze w grudniu 1943 roku Jerzy Tabeau przystąpił do sporządzenia sprawozdania o obozie. Pracę ukończył na początku 1944 roku.
W marcu z polecenia konspiracji, opuścił Kraków i udał się z ważną misją. Miał dostać się do Londynu, by przekazać raporty polskiego ruchu oporu i osobiście potwierdzić aliantom prawdę o nazistowskich zbrodniach. Podróż odbyła się bez dramatycznych sytuacji. Po powrocie do kraju udał się na Sądecczyznę, aby utworzyć „Socjalistyczne Bataliony Śmierci”.
W czasie jednej z potyczek koło Jordanowa w październiku 1944 roku Tabeau został ranny w głowę, w wyniku czego nastąpił u niego częściowy paraliż. Doczekał końca wojny.
Po 1945 zamieszkał w Krakowie. Ukończył studia na Uniwersytecie Jagiellońskim. Był docentem nauk medycznych, kardiologiem w Krakowie. Najdłużej zawodowo związany był z Oddziałem Kardiologii Szpitala im. Narutowicza, gdzie w latach 1968 - 1990 pełnił funkcję ordynatora. Za działalność w okresie okupacji odznaczony został Orderem Krzyża Grunwaldu, Krzyżem Partyzanckim, Krzyżem Kawalerskim Orderu Odrodzenia Polski.